# تئوری توطئه در مورد کتاب مقدس
توهم توطئه در مورد کتاب مقدس به هر نظریه توطئه‌ای گفته می‌شود که دانش موجود در مورد کتاب مقدس را نوعی ترفند برای پنهان کردن یک راز یا حقیقت کهن به شمار می‌آورد. بعضی از این نظریه‌ها ادعا می‌کنند که مسیح ازدواج کرده و دارای فرزند بود، یا گروههایی در مورد نوادگان و بازماندگان واقعی مسیح اطلاعاتی دارند، برخی دیگر بر این باور هستند که جریان‌هایی سری حقایق کتاب انجیل را سانسور کرده‌اند.
این توهم توطئه‌ها نباید با داستان‌های تخیلی که از این نظریه‌های توطئه بهره جسته‌اند اشتباه گرفت، مانند داستان رمز داوینچی، چرا که این داستانها برای جذابیت داستان خود از این توهم توطئه‌ها بهره جسته‌اند، و نظریه‌ای توطئه‌ای را مطرح نکرده‌اند یا شواهد یا استدلالی نیز برای هیچ یک از آن‌ها ارائه نکرده‌اند.

## افسانه مسیح
برخی از طرفداران نظریه افسانه مسیح بر این باور هستند که مسیحیت خود یک توطئه بزرگ است. نویسنده آمریکایی، آچاریا اس، در کتاب "توطئه مسیح: بهترین داستانی که تا به حال گفته شده" استدلال می‌کند که مسیح و مسیحیت توسط اعضای گروههای سری مختلف برای اتحاد امپراطوری روم تحت یک دین حکومتی درست شده‌اند. از نظر او این توطئه گران، از اساطیر و آئینی که از قبل وجود داشته‌اند استفاده کرده و آن‌ها را در یک دین که امروزه به نام مسیحیت شناخته می‌شود مطرح کردند. در دهه ۳۰ میلادی نیز معنویت گرای بریتانیایی هانن سوافر که پیرو تعالیم سرخ پوست‌های آمریکا بود افسانه بودن مسیح را مطرح کرد.
داوید اشتراوس  نیز با استفاده از فلسفه هگل بر آن شد که توسعه و تکامل جامعه انسانی بر اثر تضاد و تقابل نیروهای درون جامعه شکل می‌گیرد و همین معنی را به مسیحیت تعمیم داد و افق جدیدی در مطالعات دینی آئین مسیح را به وجود آورد. 
عقاید اشتراوس در کتابی تحت عنوان آزمون انتقادی زندگی مسیح بین سال‌های ۱۸۳۵ و ۱۸۳۶ انتشار یافت.
او در این کتاب، گزارش‌های تاریخی انجیل را رد کرد و تأثیرات مابعدالطبیعه زندگی مسیح را به کلی مردود دانست. 
او این پدیده‌ها را افسانه ای خواند که جامعه ابتدایی مسیحیت مبتنی بر آمال و آرزوهای خویش وارد کتاب کرده‌است.
نشر عقاید اشتراوس در اروپا انعکاس فوق العاده ای یافت و پس از آن، مبتکر نظریه افسانه مسیح لقب گرفت.

## باورهای رایج
برخی از مسیحی‌ها بر این باور هستند که مسیح تعلیماتی در مورد تناسخ داشته‌است که کلیسا این نوشته‌ها را از بین برده است. گدس مک گرگور در کتاب خود با نام "تناسخ در مسیحیت" ادعا می‌کند که نوشته‌های مرتبط به تناسخ در متون مسیحی ناپدید شده یا سانسور شده‌اند.
یکی از باورهای رایج این است که مریم مجدلیه تنها حواری مسیحی بوده‌است ولی این واقعیت توسط کلیسا کتمان شده‌است. باور دیگر این است که مسیح با مریم مجدلیه روابط نزدیکی داشته‌است و ممکن است آن دو با هم ازدواج کرده باشند و فرزندانی داشته باشند، و نوادگان آن‌ها بزرگترین راز مسیحیت است.